# Der Papst und die Mafia
Der Papst und die Mafia (Originaltitel: Chiesa nostra) ist ein italienischer Dokumentarfilm von Jesus Garces Lambert mit dem Historiker John Dickie als Moderator.

## Inhalt
Der Dokumentarfilm beleuchtet die Verflechtungen italienischer Mafiosi und Amtsträger der römisch-katholischen Kirche. Er behandelt die Beweggründe und Folgen der im Jahr 2014 von Papst Franziskus ausgesprochenen Exkommunikation aller Mafiosi.

## Liste der Interviewpartner
- Giacomo Galeazzi – Italienischer Journalist der Tageszeitung La Stampa
- Don Giacomo D’Anna – Gefängnispfarrer in Kalabrien
- Nicola Gratteri – Italienischer Staatsanwalt
- Mario Frittitta – Priester aus Sizilien
- Roberto Scarpinato – Italienischer Staatsanwalt
- Antonio Salvago – Leiter der mobilen Kriminalpolizeieinheit „Squadra Mobile“
- Giovanni Salvi – Generalstaatsanwalt in Catania
- Michele Pennisi – Erzbischof von Monreale
- Dino Paternostro – Gewerkschafter
- Domenico Mogavero – Bischof von Mazara del Vallo
- Francesco Nicastro – Italienischer Journalist der ANSA
- Leoluca Orlando – Bürgermeister von Palermo
- Massimo Ciancimino – Ehem. zwielichtiger italienischer Geschäftsmann
- Luca Tescaroli – Staatsanwalt in Rom
- Gregorio Porcaro – Ehem. Priester in Palermo
- Vito Mancuso – Italienischer Theologe
- Luigi Ciotti – Begründer der Anti-Mafia-Dachorganisation Libera
- Gianluca Valerio – Kommandant der Carabinieri in Reggio Calabria
- Giacomo Panizza – Priester aus Kalabrien

## Hintergrund
Der von GA&A Productions in Kooperation mit ZDF und arte produzierte Dokumentarfilm wurde in Italien am 28. Mai 2015 auf History und in deutscher Fassung, bearbeitet von der Synchronfirma „Text Ton Titel“, am 2. Juni 2015 auf arte veröffentlicht. International erschien er unter dem Titel The cross and the gun und in der Schweiz wurde er auf SRF mit einer auf 51 Minuten gekürzten Version unter dem Titel Das Kreuz mit der Mafia veröffentlicht.